# Istočnoegipatski bedawi arapski
Istočnoegipatski bedawi arapski (bedawi, levantinski bedawi arapski; ISO 639-3: avl), arapski jezik koji se govori na poluotoku Sinaj u Egiptu, Jordanu i manjim dijelom u Siriji. Ukupno 1 690 000, od čega 860 000 u Egiptu (2006) i 700 000 u Jordanu. U Siriji svega 70 000 u regiji Hawran, te oko 10 000 na Zapadnoj obali i Gazi.
Ima nekoliko dijalekata: sjeveroistočni egipatski bedawi, južnolevantinski bedawi, i sjevernolevantinski bedawi arapski

## Vanjske poveznice
- Ethnologue (14th)
- Ethnologue (15th)